# Scacco al tempo
Scacco al tempo (The Sinful Ones o You're All Alone) è un romanzo di fantascienza di Fritz Leiber del 1953.

## Storia editoriale
La storia del romanzo, come afferma lo stesso Fritz Leiber, fu notevolmente travagliata, tanto che lo ha definito "il più sfortunato, disastrato e infelice tra i miei romanzi". Iniziato nel gennaio 1943, fu proposto in forma incompleta con il titolo di You're All Alone (lett. "siete tutti soli") alla rivista Unknown che tuttavia, nel frattempo, aveva interrotto le pubblicazioni a causa della carenza di carta dovuta agli eventi bellici della seconda guerra mondiale. L'autore, non avendo dimestichezza con il mercato librario, non prese in considerazione l'idea di proporlo per la pubblicazione in volume e accantonò il romanzo, completo nei suoi primi quattro capitoli. Concluso alcuni anni più tardi, fu proposto a vari editori ma rifiutato. L'unica proposta di pubblicazione richiedeva una versione ridotta del romanzo; per venire incontro alle esigenze editoriali, Leiber riprese in mano la versione incompleta del 1943 di You're All Alone adattandola alla lunghezza richiesta. Tale versione fu data alle stampe nel luglio del 1950 sulla rivista Fantastic Adventure Successivamente, nel 1953, la versione lunga del romanzo fu pubblicata con la casa editrice Universal Publishers and Distributors, abbinata con il romanzo Bulls, Blood and Passion, con maggiore enfasi alle scene di sesso e intitolata The Sinful Ones (lett. "i peccatori"), senza che l'autore ne fosse a conoscenza. Nel 1980 il romanzo in forma lunga venne nuovamente revisionato dall'autore che eliminò alcuni errori introdotti dalle modifiche arbitrarie dell'edizione Universal, attualizzò le scene di sesso e lo pubblicò con il titolo di The Sinful Ones, dopo aver risolto alcune vertenze sui diritti editoriali dell'opera, con la casa editrice Pocket Books.
In Italia il romanzo è stato pubblicato per la prima volta nel 1986.

## Trama
(Fritz Leiber Scacco al tempo)
Carr Mackay, un tranquillo impiegato di un ufficio di collocamento è felicemente fidanzato con l'ambiziosa Marcia. Un giorno si presenta nel suo ufficio una strana ragazza, Jane che sembra impaurita e perseguitata da tre individui dagli anomali comportamenti.
Conoscere la ragazza spinge Carr al di fuori della propria noiosa routine quotidiana, proiettandolo in una diversa realtà, o meglio "nella" realtà, dove scopre con orrore che la vita di tutti i giorni è governata da un implacabile meccanismo che rende le persone delle semplici marionette. La scoperta lo allontana da Marcia e lo avvicina a Jane; tra i due inizia una relazione. Solo alcuni, come lui, Jane e i tre inseguitori, i signori Wilson, Dris, e la signora Hackman sono liberi di vivere fuori dalla programmazione imposta. I tre vogliono eliminare tutti coloro i quali si sono affrancati dalla routine, per poter, indisturbati, dare libero sfogo alle loro perversioni ai danni di quelli che vivono schiavi del "meccanismo" e che non si accorgono dell'esistenza di quelli liberi. In loro aiuto giunge il signor Jules, a capo di un gruppo di "affrancati" che elimina i tre inseguitori. Carr e Jane sono liberi di vivere il loro amore, dentro al meccanismo imposto e al di fuori di esso, ogni qual volta lo desiderino.

## Edizioni
- (EN) Fritz Leiber, You're All Alone, in Fantastic Adventures, vol.12 n.7, Chicago, Ziff-Davis Publishing Company, luglio 1950.
- (EN) Fritz Leiber, The Sinful Ones, in The Sinful Ones / Bulls, Blood and Passion, Universal Giant, Universal, 1953.
- (FR) Fritz Leiber, La grande machine, traduzione di Alain Dorémieux, Autres temps, autres mondes, Tournai, Casterman, settembre 1978, ISBN 978-2-203-22711-8.
- (EN) Fritz Leiber, The Sinful Ones, New York, Pocket Books, 1980, ISBN 978-0-671-83575-0.
- (DE) Fritz Leiber, Die Sündhaften, traduzione di Heinz Nagel (Heinz Zwack), Edition SF im Hohenheim Verlag, Stoccarda, Hohenheim Verlag, 1982, ISBN 978-3-8147-0026-7.
- Fritz Leiber, Scacco al tempo, traduzione di Gianpaolo Cossato e Sandro Sandrelli, Urania, n. 1015, Milano, Arnoldo Mondadori Editore, 1986.
- Fritz Leiber, Scacco al tempo, traduzione di Gianpaolo Cossato e Sandro Sandrelli, Classici Urania, n. 180, Milano, Arnoldo Mondadori Editore, 1992.
- Fritz Leiber, Scacco al tempo, traduzione di Gianpaolo Cossato e Sandro Sandrelli, Urania collezione, n. 127, Milano, Arnoldo Mondadori Editore, 2013.